# Yevhen Malaniouk
Pour les articles homonymes, voir Malaniouk.
Yevhen Malaniouk (en ukrainien : Євген Маланюк), né le 1er février 1897 à Novoarkhanhelsk, en Ukraine, et mort le 16 février 1968 à New York, (à 71 ans) est un poète ukrainien, « L'empereur des Strophes de Fer ».

## Biographie
Yevhen Malaniouk est né le 1er février (le 20 janvier dans un style ancien) en 1897 dans le village de Novoarkhangelsk, situé à la province de Kherson (aujourd'hui région de Kirovograd).
Le père de Yevhen, Filimon Vasyliovych, a travaillé comme un enseignant, et en même temps comme un administrateur dans un tribunal de ville. Cet homme était passionné d'activités éducatives. Il était le directeur des spectacles théâtraux d’amateurs et chantait aussi au chœur de l'église. La mère de Yevhen, Glycerya Yakovlevna, était la fille d'un militaire de la Nouvelle Serbie, fondée à l'époque de Catherine II.
Yevhen Malaniouk a étudié à l'école primaire de Novoarkhanhelsk. Comme ses frères, Onysym et Sergiy, il avait des connaissances brillantes. Yevhen, le plus âgé de ses frères, a continué à faire ses études au collège du comté de Yelysavethrad. Il a terminé la formation dans la classe préparatoire avec des résultats excellents. Il a fait le séjour à l’institution de 1906 à 1914. À cette époque-là, il a fait la connaissance avec Yevhen Chykalenko, Panas Saksagansky, Nikolai Sadovsky, Yuriy Yanovsky, Hnat Youra et d'autres qui ont considérablement élargi sa vision du monde, éveillé des capacités créatives, évoqué l’affection à la littérature, peinture et théâtre. 
Yevhen est devenu un élève de l’école militaire de Kyiv pendant la Première Guerre mondiale. Il l’a finie en janvier 1916 puis il a participé à la vie militaire de son pays.    
En 1923, Yevhen a déménagé en Tchécoslovaquie, où il est entré au département d'hydrotechnique de la faculté d'ingénierie de l'Académie ukrainienne d'économie à Podebrady. Puis il a commencé a travailler comme ingénieur hydrotechnicien.    
En 1925, il a publié son premier recueil de poèmes « Stylet et Stylos » à Podebrady. Cette parution est devenue un événement extraordinaire dans le mouvement littéraire provoquant une réaction mitigée : du refus total à l’enthousiasme extraordinaire. La même chose s'est produite avec le livre suivant, « Herbarium », qui a été publié à Hambourg en 1926.  
Dans le même temps, en 1925, Yevhen a rencontré Zoya Ravich (qui était de la région de Poltava) à Podebrad et l'a bientôt épousée (les fiançailles ont eu lieu le 5 juillet ; et le mariage a eu lieu le 12 août à l'église de Saint-Nicolas à Prague). Cependant, en 1929, ils ont divorcé. Yevhen, ayant terminé l'académie, a déménagé à Varsovie et Zoya est demeurée à Prague.  
Depuis 1929, il était en Pologne. Yevhen a collaboré avec le magazine « Literaturno-naukovyi visnyk » (depuis 1932 juste « Visnyk ») dont Dmytro Dontsov, un politicien et critique littéraire bien connu, a été le rédacteur en chef.   
Pendant la période où il était à Varsovie, en Pologne, le poète a publié les livres suivants :  
« Terre et Fer »  (à Paris, en 1930), « Madonna Terrestre »  (à Lviv, en 1934), « L’Anneau de Polycrate » (à Lviv, en 1939), « Poésie sélectionnée » (à Lviv et Krakiv, en 1943). 
À Varsovie, Yevhen a rencontré Bohumila Savytska, qui a travaillé à l’ambassade tchèque et qui est finalement devenue sa deuxième épouse. En 1933, leur fils, Bogdan, est né. Malheureusement, la Seconde Guerre mondiale a brisé l’idylle familiale. Bohumila est partie avec son fils à Prague et Yevhen est demeuré à Varsovie. Il est devenu professeur, et en même temps il a continué à traduire des textes pour gagner sa vie. 
Yevhen Malaniouk a participé à la défense de la capitale polonaise contre les troupes allemandes en 1939. Le poète a été forcé de revenir à la deuxième émigration après l’entrée sur le territoire de la Pologne des troupes soviétiques. Depuis 1944, il est resté en Allemagne. 
Pendant cette période, Yevhen Malaniouk a été un peu isolé et détaché de l’activité littéraire active. Quand même il était membre de « Movement Artistique Ukrainien », il n’y a pas participé souvent.  
Il a déménagé à New York, aux États-Unis en juin 1949. En 1958, il est devenu le président d’honneur de l’Union des écrivains ukrainien « Slovo ». Il a publié là, aux États-Unis, les nouveaux recueils suivants : « Pouvoir », « Poésie en un volume », « Le printemps dernier », « Août » et aussi le poème « La cinquième symphonie » (en 1954). Des monographies, des articles et des essais ont été publiés aussi à cette époque-là.
Il s’agit notamment de publications qui, au fil du temps, ont reçu une résonance générale : « Essais sur l'histoire de notre culture » (en 1954), « Petits-Russes » (en 1959), 
« Illustrisimus Dominus Mazepa - le fond et le visage » (en 1960), « Le livre des observations » en deux volumes (en 1962 et 1966).  
En 1962, Yevhen s’est décidé à visiter la Pologne socialiste. C’était son dernier rendez-vous avec Varsovie et avec de nombreux souvenirs du passé. De plus, il a rencontré son ex-femme, Bohumila, qui était ravie de le voir. Cependant, ceci est seulement une version. Selon une autre version, le poète n’a pas pu revoir son ex-femme à cause du danger d’être capturé par les services de renseignement soviétiques. Des inconnus de la police secrète polonaise ont aidé à Yevhen à s’échapper. 
Yevhen Malaniouk est décédé le 16 février en 1968 à New York. Il est enterré au cimetière orthodoxe de St. Andrew South Bound Brook de New Jersey.

## Principaux ouvrages
L’héritage poètique de Yevhen Malaniouk est reconnu pour les classique ukrainiens. Ainsi, il est thématiquement très divers. Des recueils de poèmes et d’essais ont été publiés dans de nombreuses villes d’Europe et d’Amérique :
- Poèmes sélectionnés dans la collection « Ozymyna. Almanach des Trois : Yevhen Malaniouk, Mykhailo Selegiy, Mykhailo Osyka » (Kalish, 1923)
- « Stylet et stylos »  (Podebrady, 1925)
- « Herbarium »  (Hambourg, 1926)
- « Terre et Fer » (Paris, 1930)
- « Madonna Terrestre » (Lviv, 1934)
- « L’Anneau de Polycrate » (Lviv, 1939)
- « Poésie sélectionnée » (Lviv, 1943)
- « Pouvoir » (Philadelphie, 1951)
- « La cinquième symphonie » (New York, 1953)
- « Poésie en un volume » (New York, 1954)
- « Le printemps dernier » (New York, 1959)
- « Août » (New York, 1964)
- « L'Anneau et le Bâton » (Munich, 1972)
- « Poésie du cahier » (Kirovograd, 2003)